# Cantón de Huningue
El cantón de Huningue (en francés canton de Huningue) era una división administrativa francesa, que estaba situada en el departamento de Alto Rin y la región de Alsacia.

## Composición
El cantón estaba formado por veintiuna comunas:
- Attenschwiller
- Blotzheim
- Buschwiller
- Folgensbourg
- Hagenthal-le-Bas
- Hagenthal-le-Haut
- Hégenheim
- Hésingue
- Huningue
- Knœringue
- Leymen
- Liebenswiller
- Michelbach-le-Bas
- Michelbach-le-Haut
- Neuwiller
- Ranspach-le-Bas
- Ranspach-le-Haut
- Rosenau
- Saint-Louis
- Village-Neuf
- Wentzwiller

## Supresión del cantón
En aplicación del decreto n.º 2014-207 del 21 de febrero de 2014, el 'cantón de Huningue fue suprimido el 22 de marzo de 2015 y sus 21 comunas pasaron a formar parte del nuevo cantón de Saint-Louis.